# Kenbaar punt

Plaatsbepaling met radarpeiling en -afstand van een kenbaar punt.

Een kenbaar punt (conspicuous point) is een oriëntatiepunt dat bruikbaar is voor plaatsbepaling. Door de hoek of afstand tot een kenbaar punt te meten, kan een positielijn verkregen worden. Meerdere positielijnen kunnen worden gecombineerd tot een positie. Omdat een gevonden positie bij elke navigatiemethode een bepaalde mate van onnauwkeurigheid heeft, wordt dit ook wel de meest waarschijnlijke standplaats (MWS) genoemd.
Een kenbaar punt moet aan enkele voorwaarden voldoen:
1. het moet in de kaart staan;
2. het moet identificeerbaar zijn;
3. het moet scherp begrensd zijn.

Of iets een kenbaar punt is, hangt ook af van de plaatsbepalingsmethode. Zo kan een vuurtoren wel bruikbaar zijn voor zichtnavigatie, maar niet voor radarnavigatie. Over het algemeen zijn er minder radarkenbare punten dan zichtkenbare punten.